# Magyar Életrajzi Lexikon
Magyar Életrajzi Lexikon ist ein ungarisches biografisches Lexikon. Es ist in den Jahren von 1967 bis 1994 in vier Bänden erschienen. Insgesamt umfasst das Lexikon auf mehr als 4000 Seiten rund 20.000 Artikel über bedeutende Persönlichkeiten der ungarischen Geschichte, Kultur und Wissenschaft.

## Geschichte
Das Lexikon entstand unter der redaktionellen Leitung von Ágnes Kenyeres, einer Mitarbeiterin der Universitätsbibliothek Budapest und ist das Ergebnis einer fast dreißigjährigen Recherche- und Forschungsarbeit, an der über 360 Autoren beteiligt waren.
Das Lexikon präsentiert die Biografien jener Personen, die in der ungarischen Geschichte, im politischen, wissenschaftlichen, wirtschaftlichen und kulturellen Leben, auf dem Gebiet der Kunst oder des Sports als bekannte Persönlichkeiten bedeutende Spuren hinterlassen haben. Es schließt allerdings auch jene Ausländer ein, die einen beträchtlichen Teil ihres Lebens in Ungarn verbracht oder dort ihre Werke geschaffen haben, wie beispielsweise den schottischen Architekten der Kettenbrücke Adam Clark oder den polnischen General Józef Bem, der bei der Ungarischen Revolution 1848/1849 eine bedeutende Rolle spielte. Weiterhin gibt es Abbildungen von vielen Persönlichkeiten.
Das Lexikon erschien im Verlag Akadémiai Kiadó in Budapest in vier Bänden. Der erste Band erschien 1967, der zweite 1969. Der Subskriptionspreis für die ersten beiden Bände betrug 300 Forint. Ein Ergänzungsband erschien 1981. Die Datensammlung für den letzten Band wurde 1990 abgeschlossen. Er erschien 1994 und komplettierte das Werk. Durch die spätere Veröffentlichung des Lexikons auf CD-ROM wurde eine komfortable Volltextsuche möglich.
Aktuell ist das Lexikon kostenfrei in digitaler Form im Rahmen des Projektes Magyar Elektronikus Könyvtár im Internet verfügbar.